# Wilhelm Heile

Wilhelm Heile

Wilhelm Heile (* 18. Dezember 1881 in Diepholz; † 17. August 1969 in Harpstedt) war ein deutscher Politiker (FVP, DDP, FDP, Niedersächsische Landespartei bzw. DP).

## Leben und Beruf
Nach dem Externenabitur in Emden studierte Heile, der evangelisch war, ab 1905 Maschinenbau an der TH Hannover, wurde aber 1905 wegen seines Engagements im Verband der Vereine Deutscher Studenten relegiert. Im Sommersemester 1903 war er Vertreter des VDSt in der Hannoverschen Ortsgruppe des Alldeutschen Verbandes. 1904 war er Initiator einer Denkschrift an den Senat der TH Hannover, in der die Auflösung der katholischen Studentenverbindungen Hannovers gefordert wurde. Er warf ihnen Verstöße gegen den Grundsatz der Wissenschaftsfreiheit, Antinationalität und Arbeit im Sinne des Zentrums vor.
Ab 1905 arbeitete er als Redakteur zunächst bei der Danziger Allgemeinen Zeitung. Im Oktober desselben Jahres wechselte er zur National-Zeitung nach Berlin. Von 1906 bis 1908 war er Herausgeber der Deutschen Hochschule. Im Ersten Weltkrieg diente Heile 1914/15 beim Reserve-Infanterie-Regiment 92. Von 1912 bis 1919 war er bei der Wochenzeitschrift Die Hilfe als Hauptschriftleiter tätig, wo er mit deren Gründer Friedrich Naumann sowie zeitweise mit Theodor Heuss zusammenarbeitete. Nach Naumanns Tod 1919 übernahm er auch die Herausgeberschaft der Zeitschrift. Er war Mitglied der Gesellschaft zur Förderung der inneren Kolonisation.
Nach dem Ersten Weltkrieg war Heile der erste Rektor der von Naumann 1918 in Berlin gegründeten Staatsbürgerschule. Aus ihr ging 1920 die Deutsche Hochschule für Politik hervor, an der er bis 1933 als Dozent für Staatswissenschaften wirkte.
Anlässlich einer internationalen Parlamentariertagung in Wien rief Heile 1922 zur Gründung der Vereinigten Staaten von Europa auf. An der Seite von Graf Richard Nikolaus Coudenhove-Kalergi wurde er einer der aktivsten Vorkämpfer für ein gemeinsames Europa. Heile wurde bald zu einem der schärfsten Kritiker des Grafen: er kritisierte dessen autoritären Führungsstil („napoleonische Diktaturgelüste“; der Graf fühle sich „wie ein Gott“, der „keine anderen Götter neben sich duldet“).
1933 aus allen Ämtern entlassen, versuchte Heile sich zunächst als Landwirt in der Niederlausitz. Von 1936 bis 1941 arbeitete er als Übersetzer und Lektor; anschließend siedelte er nach Colnrade in der damaligen Grafschaft Hoya über. Nach dem Zweiten Weltkrieg war er der erste Vorsitzende der neu gegründeten Europa-Union.
Heile war der ältere Bruder des Direktors des Hamburgischen Welt-Wirtschafts-Archivs Paul Heile.
Nach ihm ist die Wilhelm-Heile-Straße in Syke benannt.

## Partei
Heile gehörte im Kaiserreich der Fortschrittlichen Volkspartei an und war von 1910 bis 1912 Generalsekretär von deren Provinzialverband Hannover. 1918 war er an der Gründung der Deutschen Demokratischen Partei (DDP) beteiligt.
1945 gründete Heile die Demokratische Partei in Syke. Anschließend gehörte er zu den Gründern der FDP in Niedersachsen. Auf der Gründungsversammlung der FDP in der Britischen Besatzungszone wurde er am 8. Januar 1946 in Opladen zum Vorsitzenden gewählt. Aufgrund des von ihm federführend entworfenen vorläufigen Programms, den Syker Richtlinien, wurde der FDP-Zonenverband am 14. Februar 1946 von der britischen Besatzungsmacht zugelassen. Er verfolgte einen Kurs der Vereinigung aller bürgerlichen Parteien in der britischen Besatzungszone, weil er glaubte, nur so den Linksparteien SPD und KPD Paroli bieten zu können. Wörtlich schrieb er an Theodor Heuss:

„Es liegt aber tatsächlich so, daß es, wenn man den Dingen auf den Grund geht, heute nur 2 Parteien gibt oder geben darf: die Partei des sozialistischen Zwangsstaates, der notwendig in der Diktatur des Proletariats enden muß, und die Partei einer freiheitlichen Staatlichkeit.“

Zu diesem Zwecke nahm er bereits kurz nach seiner Wahl Kontakt mit der CDU und der Niedersächsischen Landespartei (NLP) auf und traf sich – gemeinsam mit Friedrich Middelhauve – im März 1946 mit Konrad Adenauer. Nachdem eine Fusion mit der CDU wegen unüberbrückbarer Gegensätze in der Frage des Einflusses des Christentums auf die Politik gescheitert waren, intensivierte Heile die Kontakte zur NLP. Er stieß damit jedoch auf Widerstand im Zonenvorstand der FDP, der die Anforderungen an einen Zusammenschluss mit der NLP so hoch schraubte, dass sie für die NLP praktisch unannehmbar waren. Vor dem ersten ordentlichen Parteitag der FDP in der britischen Besatzungszone wurde auf Initiative der Heile-Gegner im Vorstand der Posten eines Partei-Präsidenten eingeführt. In dieses einflusslose Amt wurde Heile dann auf dem Parteitag am 19. Mai 1946 in Bad Pyrmont gewählt. Zum Vorsitzenden, der in Wirklichkeit die Politik der Partei bestimmte, wählten die Delegierten dann den bisherigen Stellvertreter Franz Blücher. Bereits kurz nach dem Parteitag entzog der Vorstand Heile das Mandat für Verhandlungen mit der NLP und beauftragte am 30. Mai 1946 eine dreiköpfige Gruppe um Otto Heinrich Greve, einen strikten Gegner der Parteifusion, mit den Verhandlungen, die sodann nach nur einer Runde am 18. Juni 1946 für endgültig gescheitert erklärt wurden. Nach weiteren innerparteilichen Auseinandersetzungen und diversen Schiedsgerichtsverfahren trat Heile im März 1947 schließlich zur Niedersächsischen Landespartei, die sich im Juni 1947 in Deutsche Partei umbenannte, über.

## Abgeordneter
Seit 1917 war Heile Stadtverordneter von Schöneberg. Er gehörte 1919/20 der Weimarer Nationalversammlung an. Anschließend war er bis 1924 Reichstagsabgeordneter.
Nach dem Zweiten Weltkrieg gehörte Heile dem ernannten Landtag des Landes Hannover an. 1947 wurde er im Wahlkreis 11 in den ersten Niedersächsischen Landtag gewählt, dem er bis 1951 angehörte. Der Landtag wählte ihn zum Mitglied der ersten Bundesversammlung, die 1949 Theodor Heuss zum ersten Bundespräsidenten wählte. Seit 1946 gehörte er dem Zonenbeirat für die Britische Besatzungszone an. 1948/49 war er Mitglied im Parlamentarischen Rat.

## Öffentliche Ämter
Heile war von April bis Mai 1945 Bürgermeister von Colnrade und anschließend bis 1948 Landrat in der Grafschaft Hoya. Er war vom 23. August bis zum 23. November 1946 stellvertretender Ministerpräsident und ab 24. September 1946 auch Verkehrsminister des Landes Hannover.

## Veröffentlichungen
- Student und Politik. In: Akademische Blätter. Jahrgang 1905/06, S. 185–187.
- mit Walter Schotte: Der Deutsche Volksstaat, Schriften zur Inneren Politik. 1917.
- Nationalstaat und Völkerbund. Gedanken über Deutschlands europäische Sendung. Halberstadt 1926.
- Europäische Cooperation. Berlin 1929.
- Das Problem gerechter Grenzen zwischen den Staaten. Hensel, Berlin 1929.
- Abschied von der FDP. Syke 1947.